# Trájilos
Trájilos (En griego: τράχηλός, "cuello"), también conocida como Trájila, es una pequeña isla griega deshabitada en el Mar de Libia, al sur del cabo Gudero, al sur de Creta. Forma un grupo de islas conocidas como Kufonisia junto con Kufonisi, Makrulo, Mármaro y Stronguilí.